# Amazilia edward
Amazilia edward е вид птица от семейство Колиброви (Trochilidae). Видът е незастрашен от изчезване.

## Разпространение
Разпространен е в Коста Рика и Панама.